# Tia (Schatzhausvorsteher)

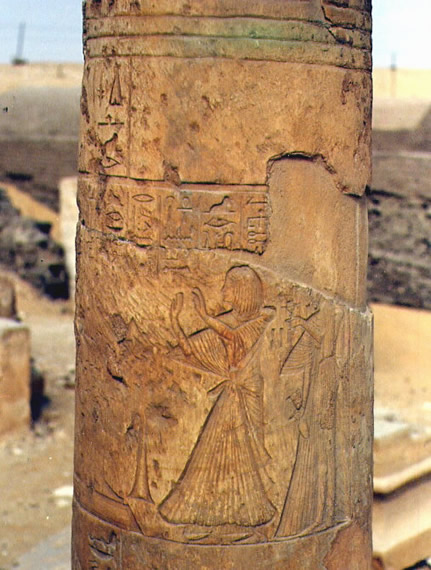
Säule aus der Grabkapelle des Tia und der Tia

Tia war ein hoher altägyptischer Beamter unter Ramses II. Er war Schreiber des Königs und Schatzhausvorsteher. Tia war mit der gleichnamigen Königsschwester, Tia, verheiratet, einer Schwester von Ramses II. Diese trug weiterhin den Titel Sängerin des Amun von ˁ3-nḫtw, was darauf hinweist, dass beide in der Ramsesstadt gewohnt haben könnten. Tias Vater hieß Amunwahsu.
Tia ist vor allem von seinem Grab in Sakkara bekannt, wo er mit seiner Gemahlin bestattet wurde. Dieses Grab liegt direkt neben den Grabanlagen von Haremhab und dem Schatzhausvorsteher Maya. Die Grabanlage ist wie ein Tempel aufgebaut. Sie hat einen Pylon, einen ersten Hof sowie einen zweiten Hof, der mit Säulen geschmückt war, mehrere Kultkapellen und eine kleine Pyramide an der Rückseite des Baues. Der Bau ist nur schlecht erhalten und wurde erst 1982 entdeckt, wobei einzelne Bauteile schon früh in europäische Sammlungen gelangt waren. Vor allem das Pyramidion der Pyramide gelangte schon 1722 nach England. Es ist heute verloren und nur von alten Zeichnungen bekannt. Tia ist einst in drei Särgen bestattet worden. Es gab einen inneren, anthropoiden hölzernen Sarg, einen mittleren Granitsarkophag, der auch anthropoid war und einen äußeren, kastenförmigen Holzsarg. Die Särge fanden sich nur noch in zahlreichen, zum Teil kleinen Fragmenten.
Weiterhin fanden sich Namen des Tia auf Ziegelstempeln in der Nähe des Totentempels der Hatschepsut bei el-Qurna.